# SMS Victoria Louise
SMS Victoria Louise – krążownik pancernopokładowy typu Victoria Louise zbudowany dla niemieckiej Kaiserliche Marine w końcu lat dziewięćdziesiątych XIX wieku. Stępkę położono w roku 1895 w stoczni AG Weser w Bremie, został zwodowany w marcu 1897 roku i wszedł do służby w lutym 1899 roku. Okręt został ochrzczony imieniem księżniczki Wiktorii Luizy, ukochanej córki cesarza Wilhelma II. Uzbrojenie główne stanowiły dwa działa 210 mm i osiem dział 150 mm; maksymalna prędkość krążownika wynosiła 19,2 węzła.
Przez siedem lat krążownik „Victoria Louise” pozostawał w czynnej służbie. W roku 1901 reprezentował Cesarstwo Niemieckie na pogrzebie brytyjskiej królowej Wiktorii. W roku 1906 krążownik został poddany modernizacji, a od 1908 roku służył jako okręt szkolny dla kadetów marynarki wojennej. W roku 1909 złożył wizytę w Stanach Zjednoczonych, a gdy wybuchła I wojna światowa został zmobilizowany i włączony do 5. Grupy Rozpoznawczej. W październiku 1914 roku był bezskutecznie atakowany przez brytyjski okręt podwodny „E1”, a z końcem roku wycofano go z aktywnej służby. Do końca wojny wykorzystywany był w Gdańsku jako stawiacz min i hulk mieszkalny. „Victoria Louise” została sprzedana w roku 1919, a w roku następnym przebudowana na frachtowiec, ale służyła w tej roli zaledwie do roku 1923, kiedy to została złomowana.

## Zamówienie i budowa
Pod wpływem francuskiej koncepcji prowadzenia wojny morskiej („Jeune école”) w Reichsmarineamt w 1890 roku zdecydowano o zamówieniu serii dużych krążowników. Jednak Reichstag był niechętny przyznawaniu funduszy na budowę tych krążowników, ponadto, gdy okazało się, że pomimo przyznania funduszy na budowę pierwszego z okrętów tej serii nie rozpoczęto jego budowy ani nie wykonano planów konstrukcyjnych, cofnął już przyznane finansowanie z budżetu na rok 1891/1892. Dopiero po czterech latach udało się, między innymi dzięki staraniom polskiego koła w Reichstagu, doprowadzić do uwzględnienia w budżecie na rok 1895/1896 środków na budowę trzech krążowników, wśród nich jeden figurował w zamówieniu pod tymczasową nazwą „L” .
Autorem projektu krążowników był Alfred Dietrich, ówczesny szef Biura Konstrukcyjnego cesarskiej Admiralicji (Admiralität) .
Stępkę pod okręt „L” położono w stoczni AG Weser w Bremie w roku 1895. Został zwodowany 29 marca 1897 roku pod nazwą „Victoria Louise”, nadaną na cześć córki cesarza Wilhelma II Wiktorii Luizy, po czym zaczęły się prace wykończeniowe. Do służby został przyjęty 20 lutego 1899 roku. Koszt budowy okrętu zamknął się w kwocie 10 714 000 marek .

## Dane techniczno-taktyczne

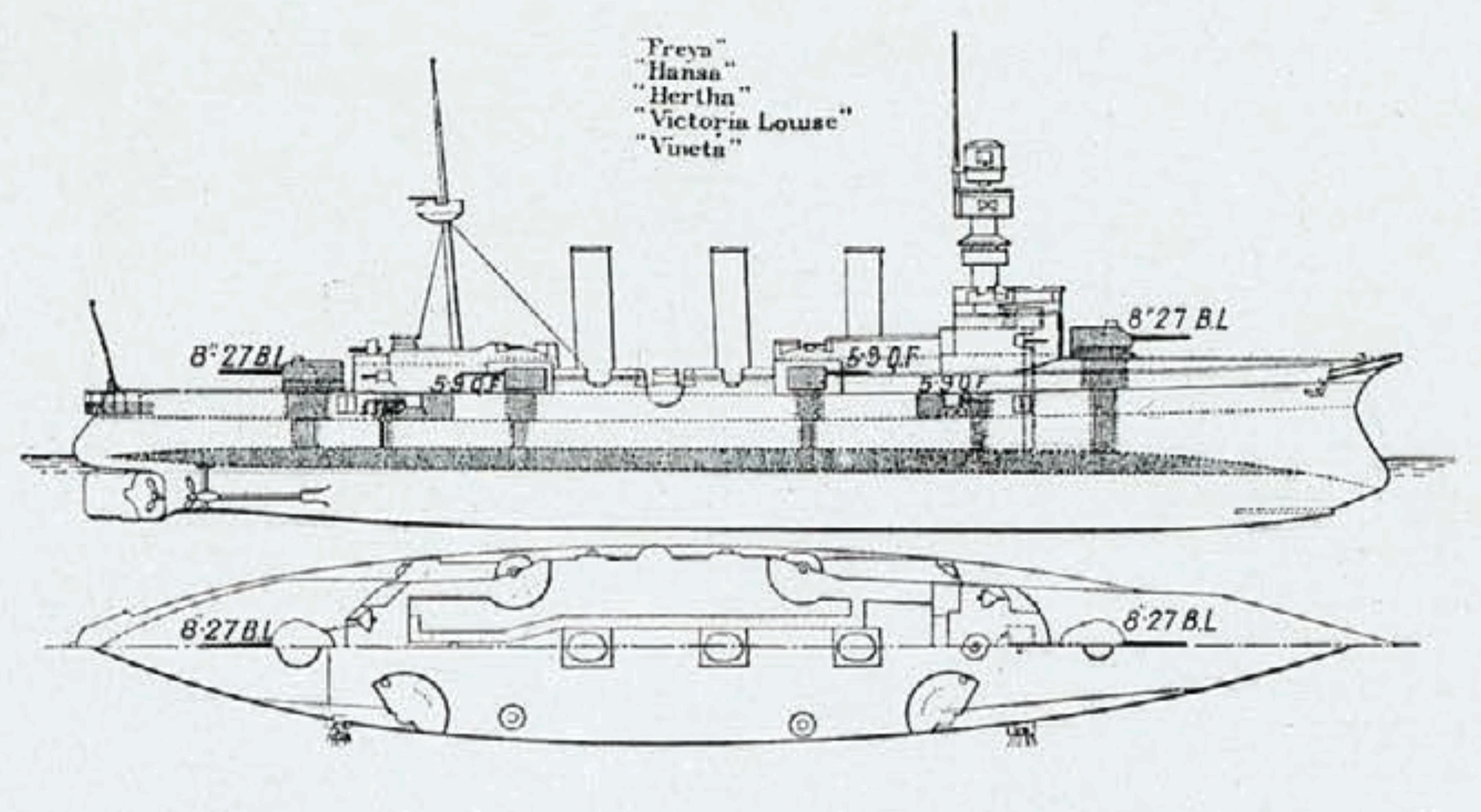
Szkic krążownika typu Victoria Louise

Okręt miał 110,6 m długości, 17,4 m szerokości i 6,58 m (maksymalnie do 6,93 m na rufie) zanurzenia. Jego pełna wyporność bojowa wynosiła 6491 ton. Kadłub był podzielony na 12 przedziałów wodoszczelnych. Okręt miał podwójne dno na 60% długości kadłuba. Część podwodna obłożona była blachą mosiężną (Muntzmetall), która ograniczać miała obrastanie kadłuba przez epibionty podczas służby na wodach tropikalnych. Okręt posiadał dwa maszty, z których przedni był rurowy, a tylny palowy .
Napęd zapewniały 3 pionowe czterocylindrowe maszyny parowe potrójnego rozprężania (VTE) rozmieszczone w trzech odrębnych maszynowniach, o mocy łącznej 11 000 KM, 12 kotłów parowych Dürr Düsseldorf-Ratinger Röhrenkesselfabrik (łączna powierzchnia grzewcza to 2777 m², ciśnienie robocze 15 at), 3 trzyłopatowe śruby o średnicy 3,5-4 m. Kotły umieszczone były w sześciu kotłowniach, spaliny odprowadzane były przez trzy kominy . Układ napędowy zapewniał maksymalną prędkość 19,2 w. i zasięg 3412 Mm przy prędkości 12 w. (maksymalny zapas węgla, jaki okręt mógł przyjąć do zasobni to 900 ton ). Instalacja elektryczna okrętu przystosowana była do napięcia 110 V. Energię elektryczną produkowały cztery agregaty prądotwórcze o łącznej mocy do 271 kW .
Główne uzbrojenie krążownika stanowiły dwa działa kal. 210 mm SK L/40 w pojedynczych wieżach na dziobie i rufie, z zapasem 58 pocisków na działo. Ich donośność wynosiła 16 300 m, a szybkostrzelność 4-5 strzałów na minutę. Strzelały one pociskami o masie 108 kg. „Victoria Louise” uzbrojona była również w osiem dział kal. 150 mm SK L/40: cztery w wieżach na śródokręciu i cztery w kazamatach. Te działa miały donośność 13 700 m, ich szybkostrzelność dochodziła do 4-5 strzałów na minutę, strzelały pociskami o masie 40 kg, a zapas amunicji stanowiło 120 sztuk na lufę. Okręt miał ponadto dziesięć dział kal. 88 mm SK L/35: cztery z nich znajdowały się w kazamatach w nadbudówkach dziobowej i rufowej, a reszta ustawiona była na stanowiskach osłoniętych maskami przeciwodłamkowymi. Zapas amunicji do nich wynosił 2500 sztuk . Wokół wież artyleryjskich rozmieszczono stanowiska broni maszynowej. Na uzbrojeniu krążownika były także trzy wyrzutnie torped 450 mm z ośmioma torpedami; dwie wyrzutnie znajdowały się po obu burtach, a jedna na dziobie, wszystkie poniżej linii wodnej.
Pancerz okrętu wykonano ze stali Kruppa. Grubość pokładu pancernego wynosiła od 40 do 100 mm, kazamaty artylerii średniej chronione były pancerzem grubości 100 mm, podobną grubość miał pancerz wież artylerii głównej (przy czym stropy wież miały pancerze grubości 30 mm). Główne stanowisko dowodzenia osłonięto pancerzem o grubości 150 mm (30 mm od góry), a zapasowe, rufowe stanowisko dowodzenia – pancerzem o grubości 12 mm .
Załogę stanowiło 31 oficerów i 446 marynarzy. W okresie, gdy okręt pełnił funkcję jednostki szkolnej, załogę stanowiło 684 ludzi, w tym 26 oficerów, 75 kadetów, 300 chłopców okrętowych .

### Modyfikacje
Już pierwsze próby morskie wykazały, że osiągi krążowników tego typu nie są najlepsze – ich prędkość była za mała, by towarzyszyć okrętom liniowym, stateczność niewystarczająca i pojemność bunkrów węglowych za mała dla pełnienia służby w ochronie linii żeglugowych i kolonii. Dlatego też w 1906 roku zdecydowano, by przekształcić SMS „Victoria Louise” (podobnie jak i pozostałe krążowniki tej klasy) na okręt szkolny .
W trakcie przebudowy okrętu na okręt szkolny w latach 1906-1908, w celu odciążenia i poprawy stateczności, wymieniono ciężki, rurowy maszt przedni na maszt palowy, przebudowano pomost dowodzenia, zlikwidowano część nadbudówek i rufowe kazamaty dział artylerii średniej (pozostało 6 dział 150 mm). Zdjęto blachę mosiężną osłaniającą podwodną część kadłuba. Przebudowie uległo także wnętrze okrętu. Posiadał on odtąd 11 przedziałów wodoszczelnych. Kotły Dürr wymieniono na osiem kotłów systemu Marine Kessel (nowe kotły posiadały 16 palenisk, miały powierzchnię grzewczą 2632 m² i ciśnienie robocze 13 at) – ponieważ było ich mniej, ustawiono je w dwóch kotłowniach, usunięto też jeden z kominów. Dodano 4 działa 88 mm SK L/30. Koszt przebudowy okrętu wyniósł 2 552 000 marek .

## Przebieg służby

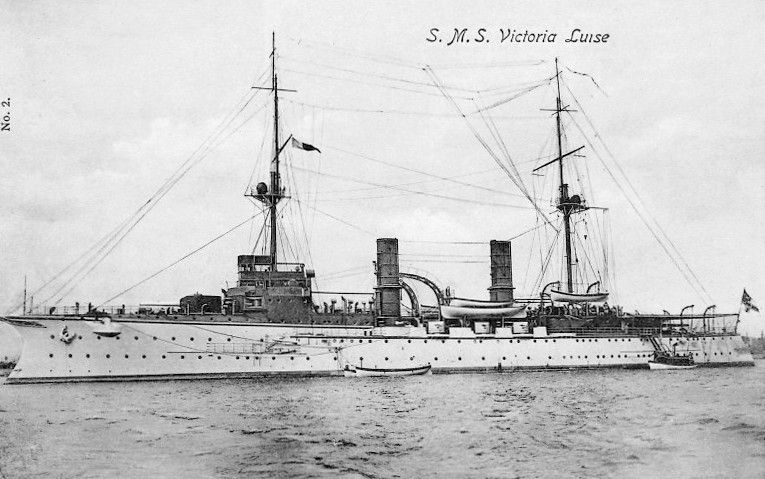
Pocztówka z widokiem okrętu po jego modernizacji

W roku 1901 „Victoria Louise” weszła w skład eskadry dowodzonej przez księcia Henryka Hohenzollerna, która udała się do Wielkiej Brytanii, by uczestniczyć w uroczystościach pogrzebowych królowej Wiktorii. Oprócz „Victorii Louisy” Niemcy – podczas parady w cieśninie Spithead – reprezentowały fregata „Baden”, okręt obrony wybrzeża „Hagen” i krążownik lekki „Nymphe”.
W 1902 roku „Victorię Louisę” włączono do dywizjonu krążowników I Eskadry niemieckiej Heimatflotte. Dywizjon składał się z krążowników pancernych „Prinz Heinrich” (okręt flagowy) i „Freya” oraz krążowników lekkich „Hela”, „Amazone” i „Niobe”. W sierpniu i wrześniu tego roku dywizjon brał udział w letnich manewrach floty. W 1906 roku okręt skierowano na modernizację do Stoczni Cesarskiej w Wilhelmshaven. Po opuszczeniu dwa lata później suchego doku „Victoria Louise” służyła jako okręt szkolny dla przyszłych oficerów i marynarzy.

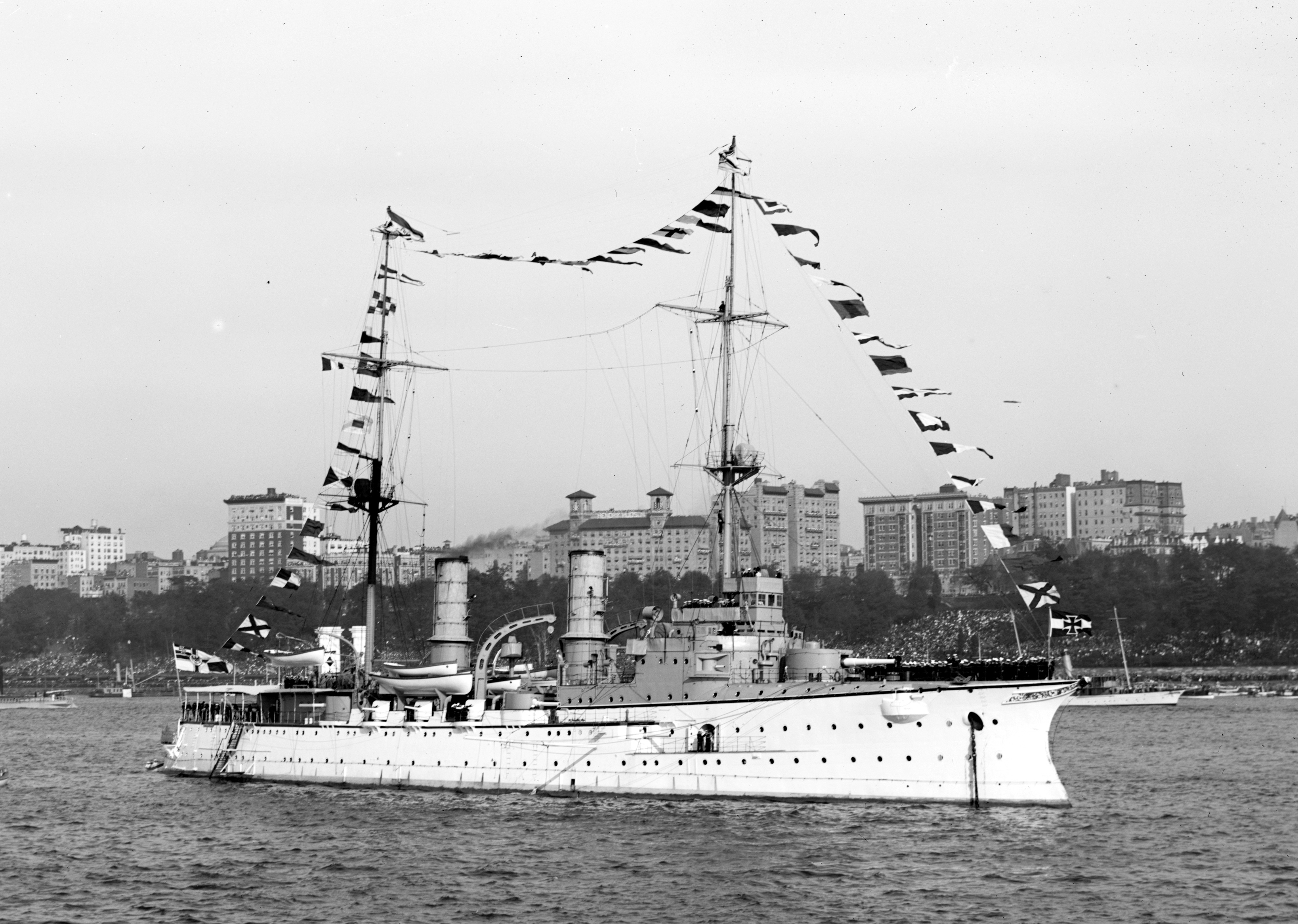
„Victoria Louise” w gali banderowej na rzece Hudson, podczas obchodów rocznicy odkrycia rzeki Hudson i pierwszego rejsu statku parowego Fultona (1909 rok)

We wrześniu–październiku 1909 roku „Victoria Louise”, „Hertha”, „Dresden” i „Bremen” udały się do Stanów Zjednoczonych, gdzie miały reprezentować Niemcy w obchodach 300. rocznicy odkrycia przez Henry'ego Hudsona rzeki Hudson i 100. rocznicy pierwszego rejsu statku parowego Roberta Fultona. W roku 1912 na krążowniku służył kadet Theodor Krancke, w czasie II wojny światowej dowódca „pancernika kieszonkowego” „Admiral Scheer”.
Aż do wybuchu – w sierpniu 1914 roku – Wielkiej Wojny okręt służył jako jednostka szkolna. Na krótko został włączony do 5. Grupy Rozpoznawczej, której zadaniem było szkolenie kadetów w rejsach po Bałtyku. 17 października, tuż po godz. 9, „Victorię Louisę” próbował storpedować brytyjski okręt podwodny „E1”, dowodzony przez Noela Laurence'a. Atak przeprowadzony został z odległości 460 m, ale nie powiódł się. Torpeda poszła zbyt głęboko i nie trafiła.
Z końcem 1914 roku okręt został ponownie wycofany ze służby oceanicznej i przemianowany na okręt obrony wybrzeża. Po roku 1915 został skierowany do Gdańska, gdzie służył jako stawiacz min, a następnie, od 1916 roku, nieuzbrojony hulk mieszkalny. Pozostawał tam do końca wojny, a 1 października 1919 roku ostatecznie skreślono go z listy floty. Kupiła go firma Norddeutscher Tiefbau i w roku 1920 przebudowała na frachtowiec. Statek otrzymał miano „Flora Sommerfeld” i przez krótki okres pływał dla armatora Danziger Hoch- und Tiefbau GmbH, a w roku 1923 został zezłomowany w Wolnym Mieście Gdańsku.